# ビストロ (小惑星)
ビストロ (2038 Bistro) は、小惑星帯の小惑星。
1973年11月、スイスの天文学者パウル・ヴィルトが、ベルン大学のツィンマーヴァルト天文台で発見した。

## 名称
「小洒落た食堂」を意味するフランス語の Bistro に因む。また、小惑星番号の2038が1019の2倍であることから、1019番の小惑星シュトラッケア (Strackea) の2倍 (Bi) という意味もかけてある。
この命名は1980年6月の小惑星回報で公表された。この時、パウル・ヴィルトが発見した6つの小惑星に同時に命名が行われているが、(2037) トリパクセプタリス は本天体同様に小惑星番号に因んだ命名となっており、また (2138) スイスエア は仮符号に因んだ命名 になっている。